# Bartolomeo Colleoni (Schiff)
Die Bartolomeo Colleoni war ein Leichter Kreuzer der Alberto-di-Giussano-Klasse der Königlich Italienischen Marine. Sie wurde am 19. Juli 1940 während der Seeschlacht bei Kap Spada versenkt. Das Schiff wurde nach Bartolomeo Colleoni, einem italienischen Condottiere, benannt.

## Einsatzgeschichte
Bis zum November 1938 diente die Bartolomeo Colleoni im Mittelmeer. Dann wurde sie in den Fernen Osten abkommandiert. Sie erreichte Shanghai am 23. Dezember 1938. Kurz nach Ausbruch des Zweiten Weltkrieges, am 1. Oktober 1939, erhielt sie Order zur Heimkehr. Am 28. Oktober erreichte sie ihren Heimathafen in Italien. Dort bildete sie zusammen mit ihrem Schwesterschiff, der Giovanni delle Bande Nere, die 2. Kreuzerdivision in der 2. Flottille. Sie führte Minenlegeaktionen in der Straße von Sizilien durch und diente als Eskortschiff bei Truppentransporten zwischen Neapel und Tripolis.
Am 17. Juli 1940 verließ die 2. Kreuzerdivision Tripolis mit dem Ziel Leros im Ägäischen Meer. Am 19. Juli 1940 wurden die beiden Schiffe von Flugzeugen der Royal Air Force aufgeklärt und ihr Standort gemeldet. Der australische Leichte Kreuzer Sydney und fünf britische Zerstörer stellten die beiden Schiffe vor Kap Spada. Der Sydney gelang es durch Artillerie die Bartolomeo Colleoni bewegungsunfähig zu schießen. Die Zerstörer Hyperion und Ilex versenkten das Schiff dann mit Torpedos. 121 Mann der Besatzung kamen dabei ums Leben. Der Kommandant der Bartolomeo Colleoni, Kapitän Umberto Novaro wurde schwer verwundet von den Alliierten gerettet, verstarb aber an den Verletzungen vier Tage später in Alexandria.

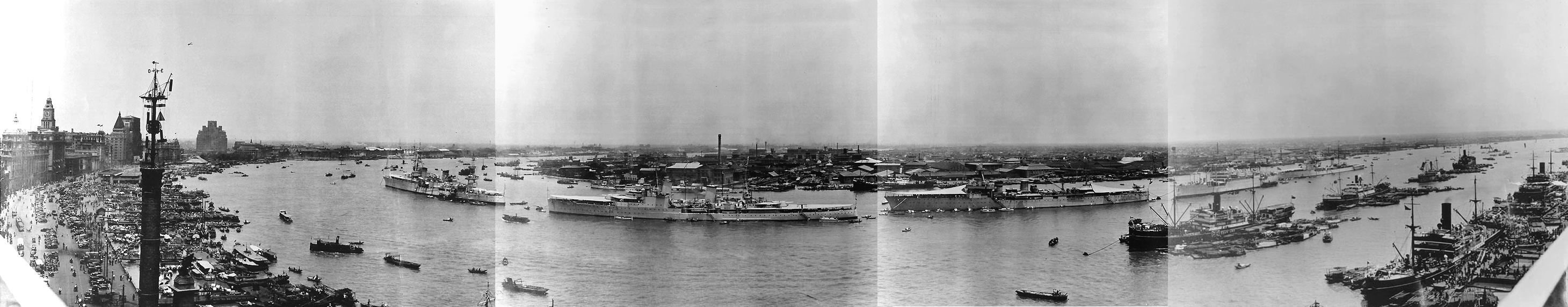
Die Bartolomeo Colleoni in Shanghai
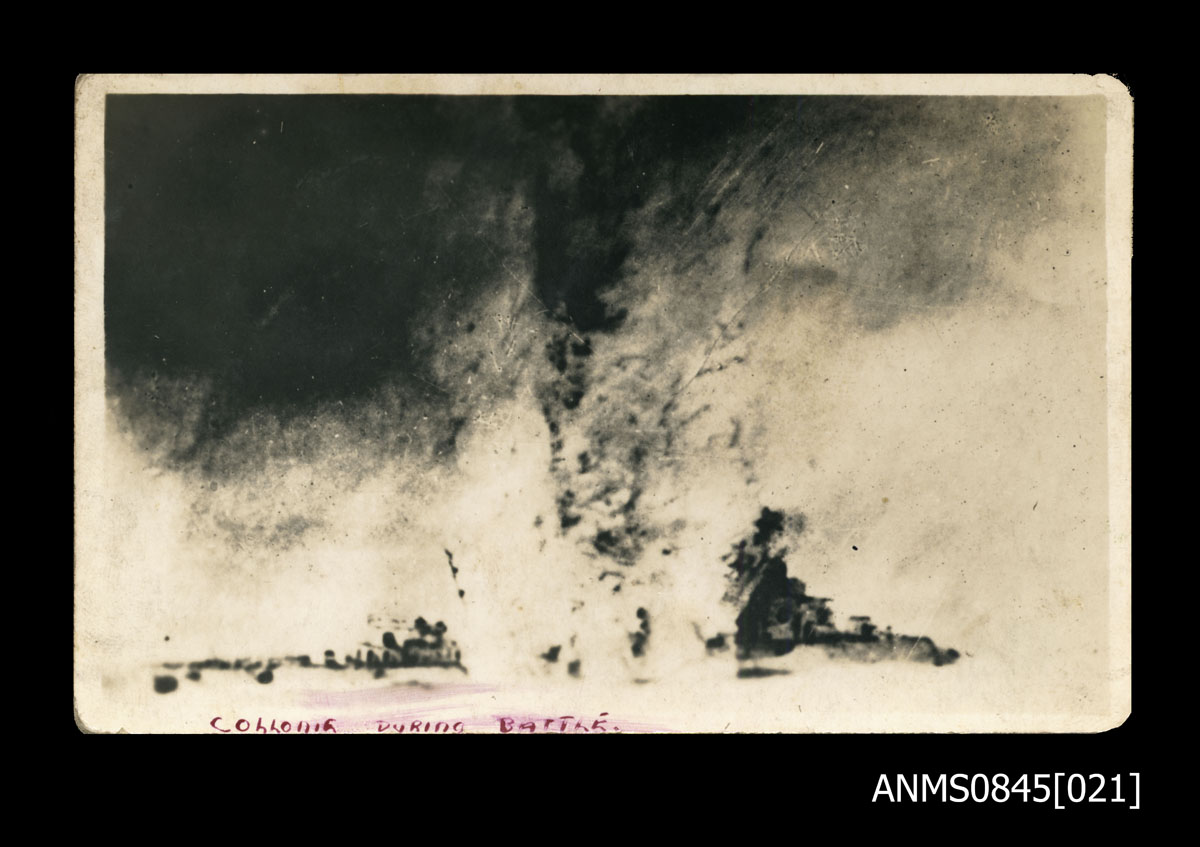
Bartolomeo Colleoni im Feuer der Sydney
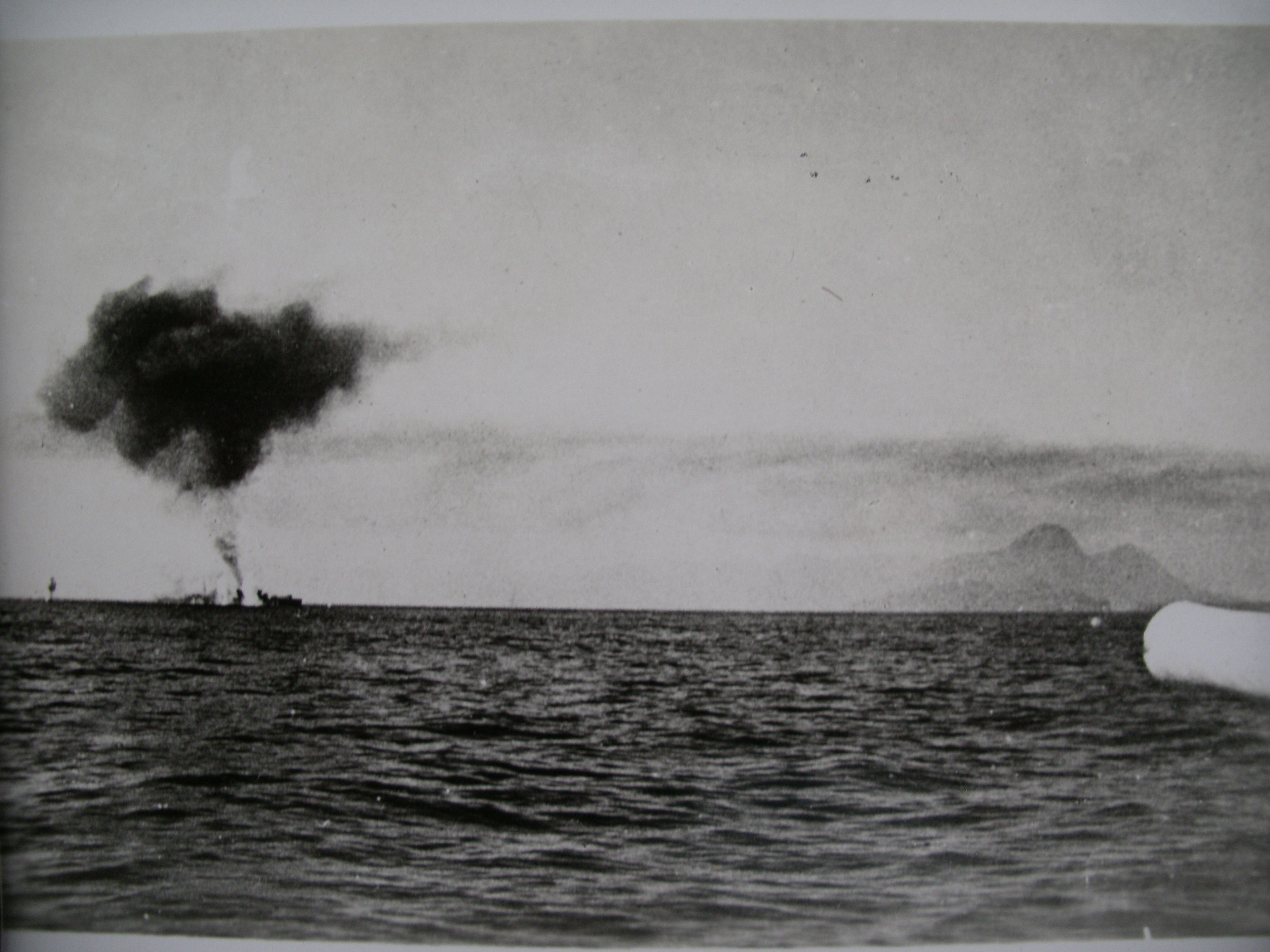
Bartolomeo Colleoni im Feuer der Sydney
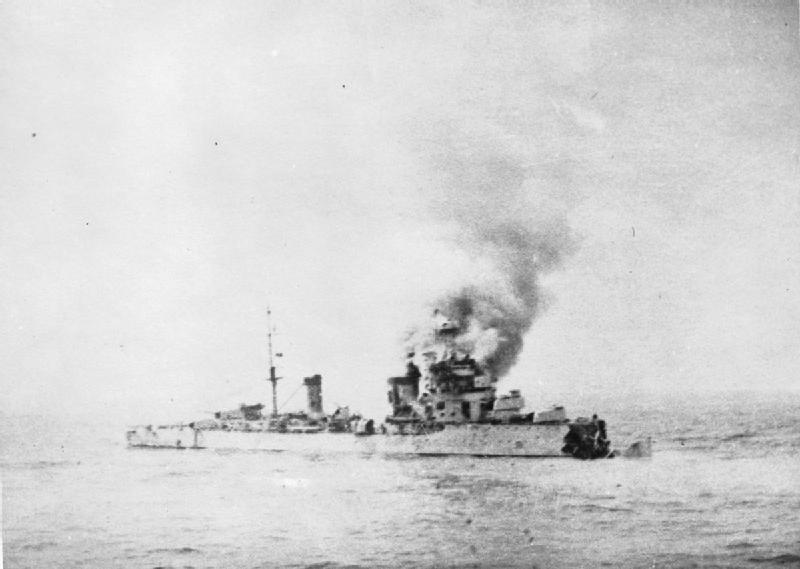
Die brennende Bartolomeo Colleoni mit abgerissenem Bug
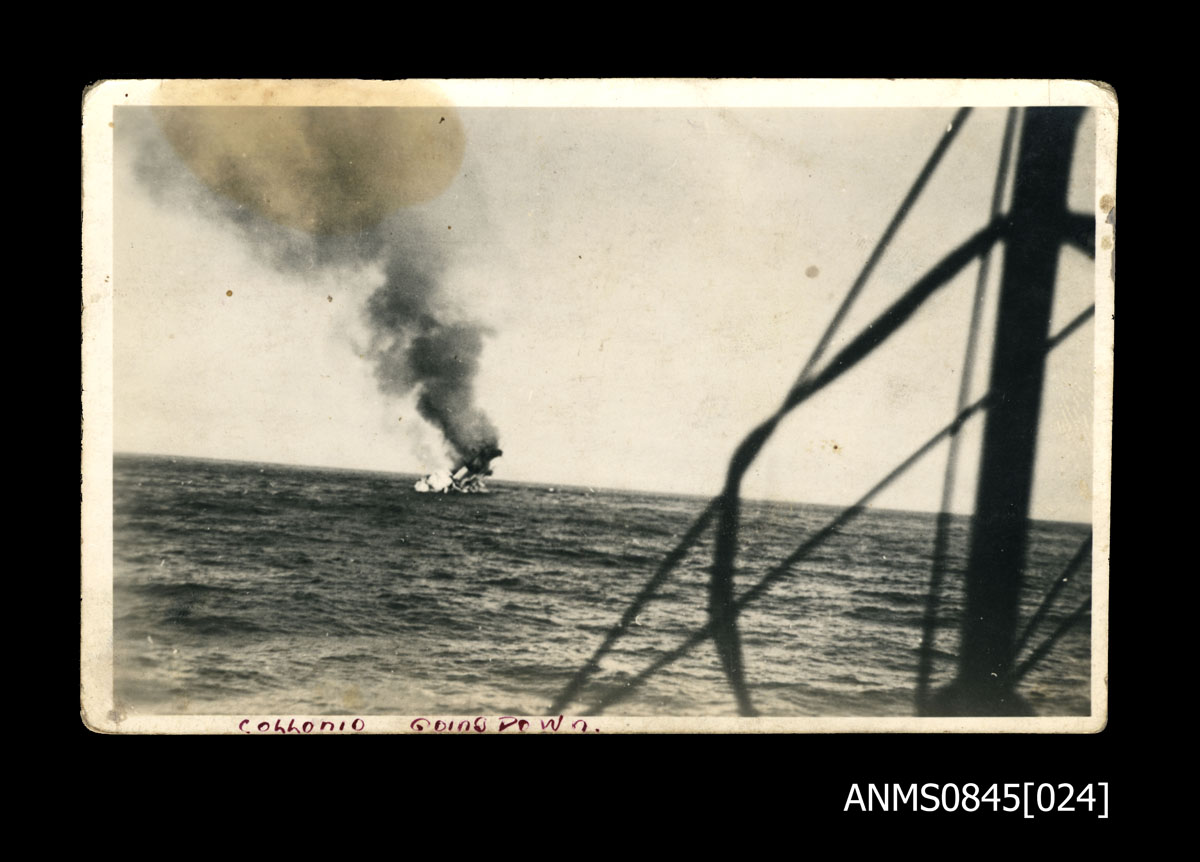
Das letzte Aufbäumen